# 金陵东路街道

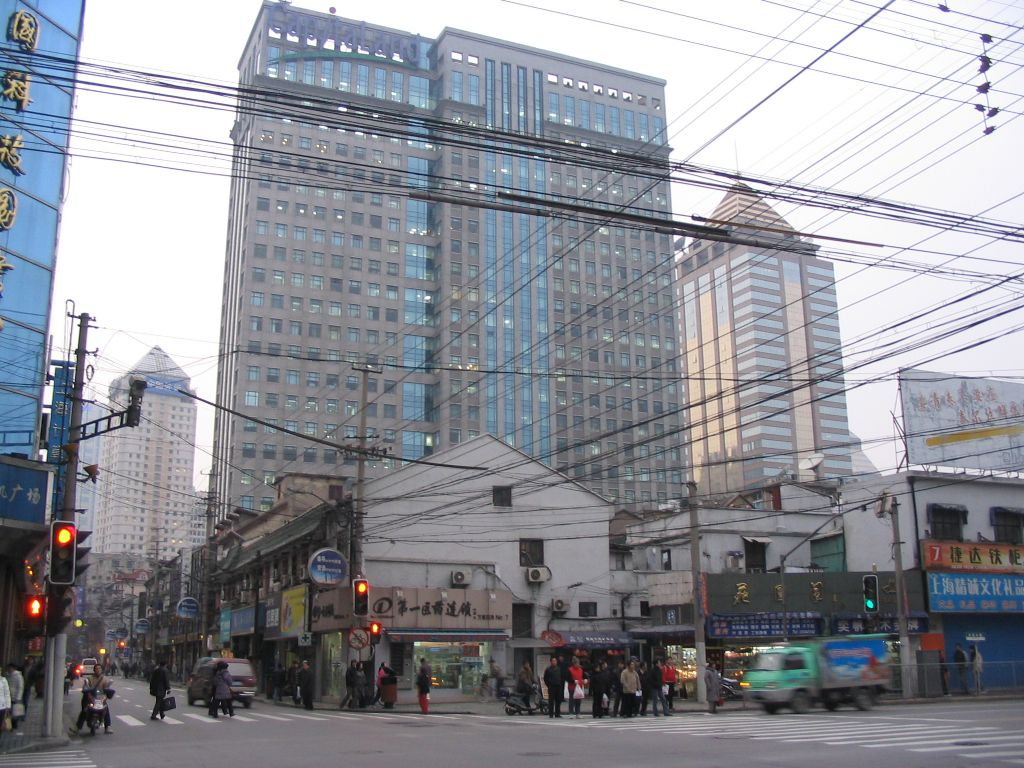
2005年的金陵东路街道，福州路（左）與河南中路口

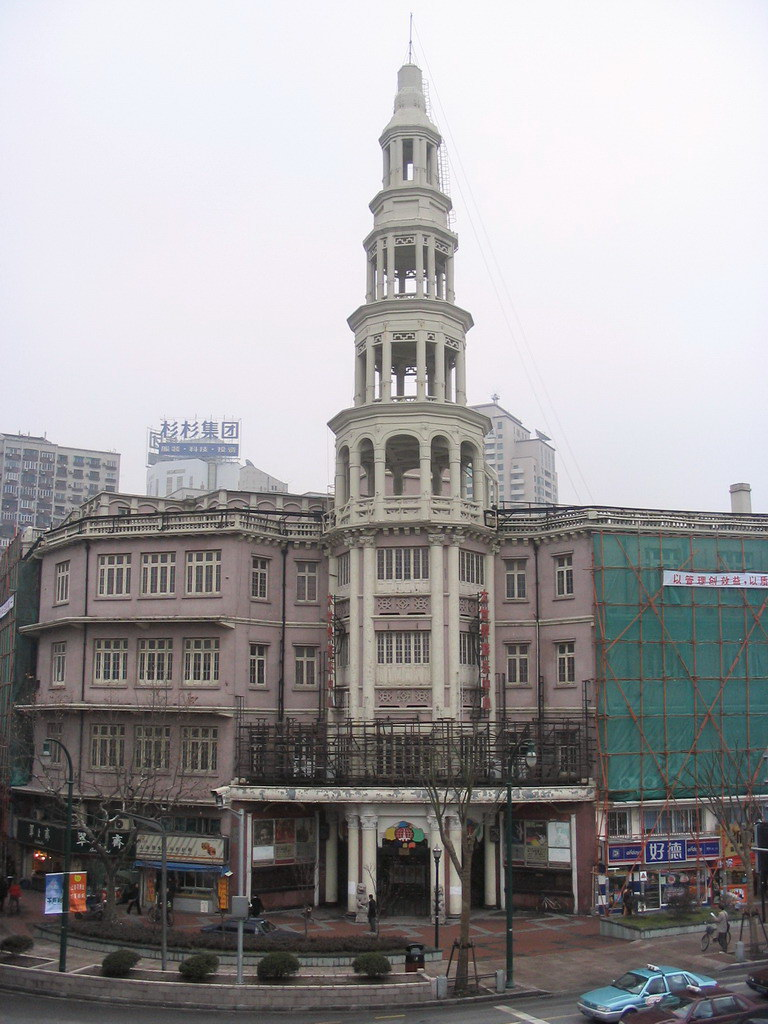
2005年的大世界

金陵东路街道，曾是中国上海市黄浦区下属的一个街道。面积0.75平方公里、人口49546人（2000年），现已撤销。金陵东路街道辖区自租界时代形成繁盛的商业、娱乐、文化区域，既有金陵东路这样的次级商业老区，也有福州路这样的现代商业区，加之区内有大量的文化设施，使其成为黄浦区文化中心之一。

## 地理位置
金陵东路街道位于黄浦区的中心部位，四面都与同属黄浦区的其他街道相邻：东起河南中路、河南南路，毗邻外滩街道；西至西藏中路、西藏南路，毗邻人民广场街道；南靠人民路、淮海东路，毗邻豫园街道；北沿汉口路，毗邻南京东路街道。

## 历史
在1843年上海开埠以前，今金陵东路街道当时还是上海县城北门外的乡村，河渠纵横，一派典型的江南水乡风貌：南部的人民路即当年的护城河，西面的西藏南路是当年的周泾浜，中部的延安东路则是当年的洋泾浜。浜北和浜南各有一个自然村落：胡家宅（今大鸿运菜馆地段）和陈家宅（今盛泽路附近地段），西南部是慈善机构同仁辅元堂的义冢地。
1848年（清道光二十七年），上海英租界第一次扩展，金陵东路街道境内延安东路以北地区被划入英租界；次年（1849年），上海法租界设立，金陵东路街道境内延安东路以南地区，被划入法租界。不过，租界在开辟之初，实行华洋分居制度，是纯粹的外侨居留地，当时几乎所有的旅沪外侨，均集中居住在位于本街道东侧的外滩街道辖区范围内。本街道以及南京东路街道辖境基本上仍是大片空地，英国侨民在此建有跑马厅。只有东部的麦家圈（今山东中路）一带，设有英国伦敦会创办的墨海书馆和仁济医院。
1853年，发生小刀会起义，小刀会占领上海县城，当时有2万名华人逃入租界。1860年-1862年，太平军进攻苏杭等地，导致数十万华人涌进租界，寻求庇护。于是本街道辖境在数年间迅速演变为人口高度稠密的商住混合区域，居民中绝大部分是华人。原来的跑马厅和空地上，建满了外国商人建造的大批简易的木板房屋。1870年前后，这些临时住房又陆续改建为砖木结构的旧式石库门里弄房屋。
19世纪后期，本街道辖境的道路基本上已经全部辟筑，宽度大多在10米以下，碎石路面，适应当时通行马车的需要。进入20世纪以后，仅有的变化只是将几条小河填筑成马路：1900年法租界填周泾筑成敏体尼荫路（今西藏南路），1912年公共租界填泥城浜筑今西藏中路，1914年-1915年，两租界共同填洋泾浜，筑爱多亚路（今延安东路）。这几条填浜筑路形成的马路路幅较宽，因而形成日后的几条交通干道。
在19世纪后期本街道辖境内修筑的众多马路中，东西向的宝善街（1865年后为广东路中段，俗名五马路），当时是全上海最为繁盛的商业街。
2007年，经上海市人民政府批准，同意调整黄浦区部分街道行政区划。2月28日，《上海市黄浦区人民政府关于调整黄浦区部分街道行政区划的通告》，金陵东路街道被撤销，山西、昭通、新建、瑞福、盛泽、宝兴、云南、福南、金陵等9个居委会被并入外滩街道；小花园、北海、平望3个居委会合并并入南京东路街道。